# 순샘
순샘은 1993년에 애경산업에서 만든 주방세제다. 
자매품은 트리오가 있다.

## 연혁
- 1993년 - 순샘 브랜드 출시
- 2005년 - 순샘 뽀드득 출시
- 2005년 - 순샘 대나무,숯 함유한 2종 출시
- 2010년 - 순샘 버블 출시
- 2010년 - 순샘 발효 오트밀 출시
- 2010년 - 주방세제 전품목 환견마크 및 저탄소 성장표지인증
- 2014년 - 순샘 걱정 제로 출시
- 2015년 - 순샘 셰프의 선택 출시
- 2017년 - 순샘 리얼 식초를 담은 주방세제 출시
- 2017년 - 순샘 믹스 앤 매치 출시
- 2019년 - 순샘 히말라야 솔트 주방세제 출시
- 2019년 - 순샘 So Fresh 주방세제 출시
- 2019년 - 순샘 허브가든 주방세제 출시
- 2019년 - 포밍샷 by순샘 출시
- 2021년 - 매직워시 By 순샘
- 2021년 - 순샘 뽀독
- 2022년 - 제주 항균 주방세제 2종
- 2022년 - 맨손 설거지 포밍 주방세제
- 2022년 - 매직워시 식기세척기용 분말세제

## 주요 제품
- 순샘 맨손 설거지 포밍 주방세제
- 순샘 제주 항균 주방세제 레몬 / 사철쑥
- 순샘 뽀독
- 순샘 히말라야 크리스탈 솔트
- 순샘 히말라야 핑크 솔트
- 순샘 베이킹소다 X 피톤치드향
- 순샘 구연산 x 자몽향
- 뉴 순샘 베리
- 뉴 순샘 라임
- 순샘 버블
- 순샘 매직워시 식기세척기용 분말세제
- 매직워시 by 순샘